# Henry Stannard
Henry John Sylvester Stannard, RSA (Bedford, 12 luglio 1870 – Bedford, 21 gennaio 1951), è stato un pittore britannico.

## Biografia
Stannard nacque a Bedford nel 1870, discendente di una nota famiglia di artisti del Bedfordshire. Studiò alla Bedford Modern School e alla National Art Training School e nel 1896 venne eletto membro della Royal Society of British Artists (RBA).

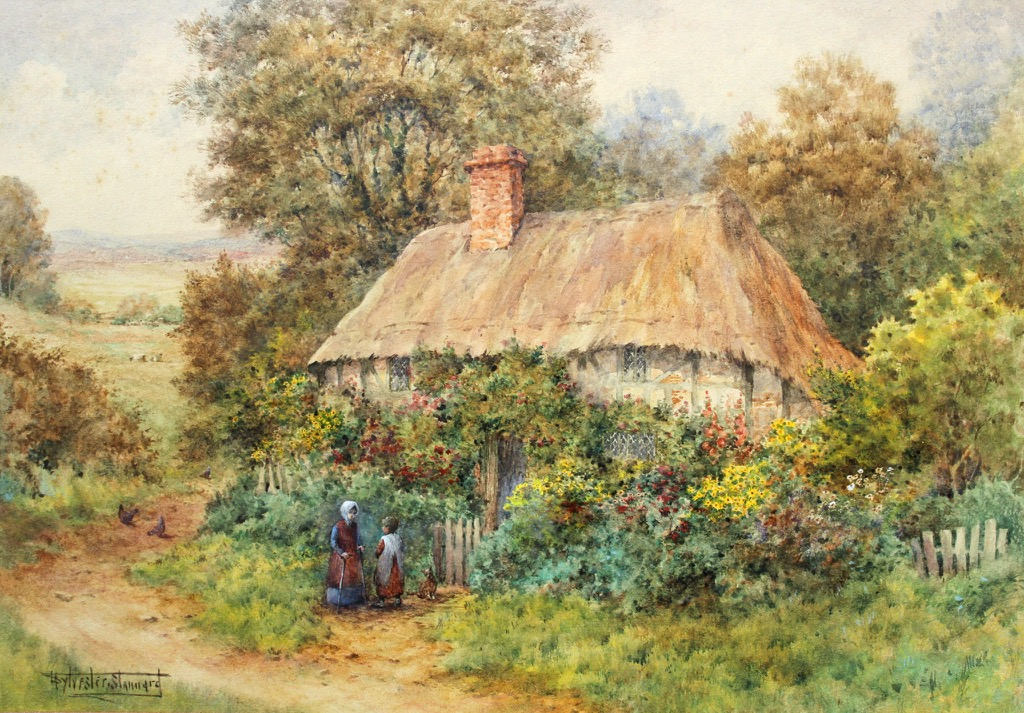
A typical rural scene with thatched cottage near Flitwick in spring.

Nei suoi lavori, Stannard rappresentò prevalentemente scene legate alla vita rurale. Quindici sue opere vennero esposte alla Royal Academy of Arts (tra cui "The Old Homestead", "The Trees Began to Whisper" e "The Trysting Lane"), al Royal Institute of Painters in Water Colours, al New Gallery, al Royal Society of British Artists e al Royal Cambrian Academy of Art.
Nel 1906, la regina Alessandra di Danimarca commissionò a Stannard una serie di lavori tra cui Her Majesty's Wild Garden e Woods. Nel 1922 tenne una mostra con sua figlia alle Brook Street Galleries di Londra, e nel 1934 fu incaricato dal governatore di Guernsey di dipingere una veduta della baia di St. Fermain e del porto, dipinto che fu successivamente presentato al Principe di Galles. Nel 1937 due dei suoi acquerelli del fiume Dart furono esposti al Royal Institute of Painters in Water Colours.
Stannard morì a Bedford il 21 gennaio 1951.